# Concilio di Milano
Il Concilio di Milano è stato un concilio di natura scismatica convocato nel 355 a Mediolanum (la moderna Milano), nel periodo in cui la città era capitale dell'Impero romano d'Occidente, dall'Imperatore romano Costanzo II allo scopo di condannare la dottrina trinitarista in favore dell'arianesimo.

## Storia
Il concilio si tenne nel 355 nella Basilica maior, edificata solo cinque anni prima, sotto gli auspici del vescovo milanese Dionisio, sostenitore dell'Imperatore.
L'Imperatore, come già avvenuto al precedente concilio di Arles (Arelate), inviò all'assemblea una lettera contenente le dichiarazioni ariane che si aspettava fossero controfirmata dai vescovi ed una richiesta di scomunica per il trinitarista Atanasio di Alessandria, campione dell'ortodossia. In un primo momento l'assemblea sembrò propendere per l'approvazione, sospinta anche da Dionigi di Milano, il quale non esitò a sottoscrivere la condanna anche perché, come racconta sant'Ambrogio nelle sue opere a parziale discolpa di quest'ultimo, questa condannava sostanzialmente Atanasio per lesa maestà nei confronti dell'Imperatore e non per questioni dottrinarie.
I rapporti di forza mutarono però all'arrivo a Milano dell'ortodosso vescovo Eusebio di Vercelli, il quale chiese che la condanna di Atanasio venisse invalidata per vizio di forma e impose ai vescovi presenti la professione di fede nicena, i quali rigettarono le tesi ariane. A quel punto l'Imperatore ordinò che la sede conciliare venisse trasferita nel Palazzo Imperiale ed impose che venisse rinnovata la sentenza di condanna per Atanasio. Solo tre vescovi, Eusebio di Vercelli, Lucifero di Cagliari e Paolino di Treviri, si rifiutarono di sottostare alla volontà dell'Imperatore: vennero tutti esiliati in Oriente. Lo stesso Dionigi venne deposto, inviato in Cappadocia e sostituito sulla cattedra episcopale milanese dall'ariano Aussenzio, seguace di Ulfila (l'Apostolo dei Goti) e appoggiato dall'imperatrice Giustina.
La scomunica nel 368 di Aussenzio da parte di papa Damaso portò all'elezione episcopale, nel 374, del governatore della Regio XI Transpadana, Ambrogio di Treviri.